# Dendrosenecio kilimanjari
Il senecio gigante del Kilimanjaro (Dendrosenecio kilimanjari (Mildbr.) E.B.Knox, 1993) è una pianta a fiore (angiosperma) appartenente alla famiglia delle Asteraceae.

## Descrizione
Hanno lunghi tronchi, che raggiungono anche i 7–10 m di altezza, che fungono da serbatoi di acqua. Una rosetta di foglie carnose e appuntite forma l'apice proteggendo le gemme vegetative dalle basse temperature. Quando muoiono, le foglie si essiccano e restano saldamente inserite al tronco formando uno spesso strato isolante.

## Distribuzione e habitat
È una specie endemica del Kilimanjaro (Tanzania).
Cresce nella zona di brughiera del Parco nazionale del Kilimanjaro, da 2.700 m a 4.000 m di altitudine.

## Biologia
L'impollinazione di Dendrosenecio kilimanjari è prevalentemente ornitogama e viene compiuta dalla nettarinia di Johnston (Nectarinia johnstoni).